# ダイテックホールディング
株式会社ダイテックホールディング（英: Daitec Holding Co., Ltd.）は、ダイテックグループの持株会社。

## 概要
ダイテックの親会社である。また、2010年10月のTOB（株式公開買付け）にて福井コンピュータホールディングス株式会社（東証1部 証券コード9790）の筆頭株主となっている。
かつて愛知県名古屋市東区主税町に本社を置いていた株式会社アセットマネジメントは、不動産管理事業として名古屋市中区栄のダイテックサカエビルにて貸会議質事業を展開、デジタル印刷事業としてオンデマンドによる印刷・出版・製本を行っていた。

## 沿革

### 初代（株式会社ダイテックホールディング→株式会社アセットマネジメント）[3]
- 2006年（平成18年）7月 - 株式会社ダイテックが、株式移転により持株会社である「株式会社ダイテックホールディング」を設立。
- 2008年（平成20年）11月 - 本社を名古屋市中区（栄地区）に移転。
- 2009年（平成21年）10月1日 - 株式会社ダイテックのデジタル印刷課の移管を受け、デジタル印刷部とする。
- 2010年（平成22年）10月 - 福井コンピュータ（現 福井コンピュータホールディングス）株式に対する友好的[4]TOBにより同社の筆頭株主となる[5][6]。
- 2011年（平成23年）3月1日 - 本社をリニューアルした主税町ビル（名古屋市東区）に移転。
- 2012年（平成24年）10月1日 - 株式会社アセットマネジメントに商号変更、会社分割により「株式会社ダイテックホールディング」（2代）と「株式会社DSホールディング」を新設。
- 2018年（平成30年）10月1日 - 有限会社ホリコーポレーション（名古屋市東区主税町四丁目85番地）を吸収合併[3]。
- 2020年（令和2年）4月1日 - 株式会社ビジネスワークス（名古屋市東区主税町四丁目85番地）を吸収合併[3]。
- 2020年（令和2年）12月1日 - 株式会社ミュージックベンチャーズ（名古屋市東区主税町四丁目85番地）を吸収合併[3]。
- 2023年（令和5年）10月5日 - 株式会社アセットマネジメントが、2代「株式会社ダイテックホールディングに吸収合併され消滅[3]。

### 2代（株式会社ダイテックホールディング→株式会社ダイテックサンズ→株式会社ダイテック→株式会社ダイテックホールディング）[7]
- 2012年（平成24年）10月1日 - 会社分割により設立。
- 2013年（平成25年）10月 - 株式会社DSホールディングを吸収合併。
- 2014年（平成26年）1月 - 株式会社ダイテックホールディング（2代）が、株式会社ダイテックサンズに商号変更。
- 2015年（平成27年）4月1日 - 株式会社ダイテックサンズが株式会社ダイテックを吸収合併し、株式会社ダイテックに商号変更。本社を東京都中央区に移転[8]。
- 2016年（平成28年）4月 - 株式移転により持株会社である株式会社ダイテックホールディング（3代）[9]を設立
- 2018年（平成30年）10月 - 株式会社ダイテックが株式会社ダイテックホールディング（3代）を吸収合併[7]。
- 2020年（令和2年）4月 - 株式会社ダイテックが株式会社ダイテックホールディングに商号変更[7]。新設分割により株式会社ダイテックを新設[10]。
- 2023年（令和5年）10月5日 - 株式会社アセットマネジメント（旧・初代「株式会社ダイテックホールディング」）を吸収合併[7]。

## 関係会社
- 株式会社ダイテック - CADソフトの開発・販売。
- 福井コンピュータホールディングス株式会社

過去存在した関係会社（株式会社アセットマネジメントに吸収合併済）
- 有限会社ホリコーポレーション
- 株式会社ビジネスワークス
- 株式会社ミュージックベンチャーズ - ライブハウス「名古屋ブルーノート」（2002年11月開業、2020年8月15日閉業[11]）の運営。